# 우크라이나 영토방위 국제군단
우크라이나 영토방위 국제군단(우크라이나어: Інтернаціональний легіон територіальної оборони України 인테르나시오날네이 레히온 테레토리알노이 오보로니 우크라이네[*])은 러시아의 우크라이나 침공이 시작된 2022년에 창단된 우크라이나의 민병대다.

## 역사
우크라이나 국제군단은 볼로디미르 젤렌스키 대통령의 요청에 따라 러시아-우크라이나 전쟁에 참전했다. 2014년 이후 결성된 여러 우크라이나 지원 대대 중 하나이다.
드미트로 쿨레바 우크라이나 외무장관은 발표에서 52개국에서 2만 명이 넘는 자원봉사자들이 우크라이나를 위해 싸우겠다고 자원했다고 밝혔다. 이 발표 이후 수천 명이 더 합류한 것으로 보고되었다. 그는 일부 국가에서는 자국민이 다른 국가를 위해 싸우는 것을 금지한다고 말하면서 자원 봉사자의 고향을 언급하지 않았다.

## 모집
분류 과정을 거치게 되는데 대부분 국제 의용군 같은 경우 다 받아주는 것이 아니라 우크라이나 대사관을 통해 그들이 어떤 경험이 있고 어떤 행동을 했는지 추린다.
2022년 2월 27일, 볼로디미르 젤렌스키 우크라이나 대통령은 국제 지원자들을 위한 외국인 군단을 설립하고 있다며 평화와 민주주의를 사랑하는 외국인도 우크라이나로 와서 러시아군과 함께 싸워달라고 호소했다.

## 나라별 반응
주워싱턴 우크라이나 대사관 관계자는 미국에서만 3000명 가량이 의용군으로 합류하고 싶다는 뜻을 전해왔다고 말했다.
2022년 3월 3일, 영국 더타임스는 전날 아프가니스탄에서 전투 경력을 쌓았다는 영국 공수부대 출신 전직 군인 최소 150명이 우크라이나로 이미 출발했다고 보도했다.
2022년 3월 1일, 일본에서도 전직 자위대원 50명을 포함해 약 70명이 의용군으로 참전하겠다는 의사를 표시했다.

### 영국
왕실 근위대의 19세 군인이 근위대가 머무는 윈저 병영을 떠나 폴란드행 비행기 티켓을 샀다고 보도되었다.
수백 명의 퇴역 군인들은 전투나 의료 또는 인도적인 지원을 위해 우크라이나에 가기를 원하는 것으로 알려졌다.
2022년 3월 2일, 영국 일간지 더타임스에 따르면 아프가니스탄 전쟁에 참전했던 최소 150명의 전직 영국군 공수부대원들이 세계 각국의 다른 의용군 자원자들과 함께 싸우기 위해 우크라이나로 떠났다.
리즈 트러스 외무부 장관은 "러시아군과 싸우기 위해 우크라이나로 가기로 한 영국인을 지지한다."라고 말했다. 그러나, 벤 월러스 국방부 장관은 "우크라이나를 도울 방법은 참전 말고도 있을 것"이라고 트러스 장관의 발언을 반박했다.
영국 검찰은 정부 허가 없이 참전하는 사람은 2000년 테러법 제1조에 따라 체포될 위험이 있다고 설명했다. 정부 소식통들은 이러한 행위가 영국 국민이 외국에서 군 복무 하는 것을 금지한 1870년 외국 징병법 위반일 수도 있다고 지적했다.
그러나, 보리스 존슨 총리는 트러스 장관의 입장과는 거리를 뒀지만 "국제 문제에 있어 지금처럼 옳고 그름, 선과 악이 분명히 구분되는 때는 없었다고 생각한다."라면서 의용군의 참전 동기에 관해서는 공감을 표시했다.

### 캐나다
전세계 최고 저격수 가운데 한 명으로 알려진 캐나다의 엘리트 저격수가 다른 참전용사 3명과 우크라이나로 출국했다. 캐나다 왕립22연대 출신 저격수 월리(40, 가명)은 프로그래머인데 우크라이나 전쟁에 참전했다. 월리는 캐나다 엘리트 로열 22e 연대 소속으로 이라크와 아프가니스탄에서 각종 임무를 수행한 바 있다. 또한 몇 년 전 쿠르드족의 편에서 이슬람 국가(ISIS) 병사들과 전투를 벌인 적도 있다.
캐나다와 다수 유럽 국가들은 개인자격으로 우크라이나 의용군에 합류하는 것을 막지 않고 있다. 한국은 법으로 금지하고 있다.
전쟁에서 저격수의 역할은 상당히 중요하다. 2차 세계 대전 때 적 1명을 사살하는데 평균적으로 2만 5천 발이 소요됐는데, 저격수는 평균 1.7발밖에 사용하지 않는다는 통계자료가 있다. 때문에 저격수 1명이 1개 중대 병력과 비슷한 수준의 전투력을 가진다는 전문가들의 분석도 있다.
서방 군사계에서 캐나다는 저격 능력이 뛰어난 것으로 유명하다. 이라크 등 대 테러 작전지역 파견 병력은 미국이나 영국보다 적은데도 저격에 있어선 세계 최고 수준을 자랑한다. 캐나다는 정확한 수학적 계산과 뛰어난 시력, 무기와 총탄에 관한 전문 지식, 엄청난 훈련을 통해 뛰어난 저격수를 양성하는 것으로 알려져 있다.
2017년 왈리의 동료 저격병은 3450m 거리에서 이슬람국가(IS) 중요 표적을 명중시키도 했다. 당시 캐나다 합동작전군(JTF)2 소속이었던 저격병은 조수 1명과 저격 전용 맥밀런 TAC-50 소총으로 표적을 정확히 맞혔다. 맥밀런 TAC-50 저격총의 유효사거리는 1800m이다. 2009년 영국군 저격병 크레이그 해리슨이 아프가니스탄에서 탈레반 대원을 사살하면서 세운 기록(2745m)을 깬 세계 신기록이었다.
2022년 3월 9일, 내셔널 포스트(National Post)는 우크라이나 영토 방어 국제 군단의 익명의 대표가 현재 우크라이나에서 전투 중인 캐나다 우크라이나 여단에 550명의 캐나다인이 있음을 확인했다고 보고했다.

### 미국
2022년 3월 3일, 워싱턴 DC에 있는 우크라이나 대사관은 3000명의 미국 시민이 자원 봉사에 서명했다고 발표했다.
2022년 3월 10일, 대사관은 6000명의 미국 시민이 국제군단에 등록을 시도했다고 발표했다. 그러나 3월 10일 현재 100명만이 가입 승인을 받았다.

## 시민권
2022년 3월 9일, 예벤 예닌 우크라이나 내무부 제1차관이 "러시아 침공을 막기 위해 우크라이나로 오는 외국인 가운데 우크라이나 시민권을 취득하고자 하는 사람들이 있다면 우리가 법률적으로 시민권 발급할 예정"이라고 말했다.
대부분의 국가에서 자국 국민이 자국 국가원수의 명령에 복종해 전투행위를 하여 적군을 살해하면, 형법상 살인죄가 아니라 국가 영웅이 되어 훈장을 수여한다. 그런데 자국 국민이 자국 국가원수의 명령 없이 함부로 외국군에 가입해 사람을 살해하면, 형법상 살인죄가 된다.
그러나 이민은 자유롭다. 즉, 외국 국민이 우크라이나로 이민을 가는 것은 국가원수의 허가가 필요하지 않고, 자유로운 개인의 판단에 따른다. 그래서 우크라이나 국민이 되어 우크라이나 대통령의 명령에 복종하여 적군인 러시아군을 살해하면, 우크라이나 형법상 살인죄, 테러죄가 아니며 전쟁 영웅으로서 훈장을 받게 된다. 전투가 끝나면 다시 국적 회복을 해도 법률적인 문제가 생길 여지가 적다.
원래 전세계 대부분의 나라는 시민권, 즉 국적을 취득하는 절차가 평시에는 매우 까다롭지만, 전시에 전쟁에 도움이 되는 이민은 특별이민으로 신속하게 시민권을 부여할 수 있다. 외국인의 의용군 참전은 전시의 긴급명령이 적용되는 것이어서 평상시의 복잡한 법률이 적용되거나 논란이 생기는 일이 아니다.

## 같이 보기
- 2022년 러시아의 우크라이나 침공
- 우크라이나
- 국제여단
- 국제자유여단
- 캐나다-우크라이나 여단